# Петрова гора у Народноослободилачкој борби
Петрова гора је, заједно са околним селима и становништвом, за време Народноослободилачког рата од 1941. до 1945. године била снажно жариште устанка, база и чврст ослонац за деловање кордунашких партизанских јединица. Устанак на Петровој гори био је последица тешких усташких злочина над српским становништвом овог краја. Гора је ослобођена у тзв. Карловачкој операцији априла 1945. године.

## Почетак устанка против фашизма
Крајем јула 1941. године, Петрова гора је захваћена оружаним устанком против окупатора и домаћих издајника локалног хрватског, српског и муслиманског становништва. У сврху успешног развоја оружане борбе, у августу је формирано јединствено руководство за Петрову гору. Подручје горе прикључено је „Првом рејону“ с посебном командом, која је требало да обедини дејства одреда на својој територији и да се брине о обуци људства.
У септембру су партизани Првог рејона извели више успешних акција на окупаторова средства везе, комуникације и жандармеријске станице, а у октобру су ушли у састав новоформираног Кордунашког партизанског одреда.

## Прве акције окупатора против устанка
У идућем периоду окупаторске, усташе и домобранске снаге су предузеле више офанзивних акција против партизанских јединица. Међу значајније спадао је напад 2. августа 1941. године од Топуског, Вргинмоста, Глине и Слуња на устаничка села дуж Петрове горе. Слабо наоружани устаници били су присиљени да се повуку дубље у гору.

## Консолидовање ослободилачких активности
Кордунашке партизанске јединице су крајем децембра 1941. и почетком јануара 1942. године ослободиле знатан део Кордуна. Средином јануара у гору је стигао збег од око 15.000 људи, жена и деце, склањајући се пред италијанским, усташким и домобранским јединицама.
У почетној фази оружане борбе, на Петровој гори је одржано низ важнијих скупова, који су имали одлучујући значај за даљи развој устанка на подручју Кордуна. У селу Црна Локва је 19. и 20. септембра 1941. године одржана прва конференција руководилаца Народноослободилачког покрета Кордуна и Баније. У селу Вучковићи је 19. октобра 1941. године формиран Главни штаб партизанских одреда Хрватске. На гори су 14. и 15. октобра 1941. године боравили чланови Бироа Централног комитета Комунистичке партије Хрватске.
У Вучковићима је 10. и 11. новембра одржан је проширени састанак Окружног комитета КПХ Карловац, који је све време 1941. године боравио на Петровој гори, где је радила и окружна партијска техника, а 25. новембра је у селу Салкова Пољана почела дводневна конференција команданата и политичких комесара партизанских јединица Кордуна и Баније.
Крајем септембра 1941. године, на обронцима Врлетне стене основана је војна радионица и започета градња партизанске болнице, која ће играти важну улогу за време целог рата.
Године 1942. Петрова гора је постала главна база партизанских јединица североисточног Кордуна. На њој су били Окружни комитет КПХ за Карловац, Штаб Првог кордунашког партизанског одреда, Штаб групе партизанских одреда, партизанска болница, радионица за поправак оружја, партизанска штампарија, радила мрежа Народноослобдилачких одбора, организације Уједињеног савеза антифашистичке омладине Југославије, Антифашистичког фронта жена и пионира, течајеви за неписмене, партијски курсеви, омладински домови, основне школе, одржавани зборови са становништвом, склањали се збегови народа, и остало.

## Нови непријатељски напади и злочини
Због интензивних активности на Петровој гори, италијански и немачки окупатори су у сарадњи са усташама, домобранима, оружницима и муслиманском милицијом предузели бројне нападе на јединице у рејону, али без превише успеха.
Међу најзначајније спада напад Утињског здруга ради опкољавања, а затим потискивања партизанских јединица на простор Војнић-Славско поље-Крстиња, где је требало да буду уништени. После тешких борби и низа безуспешних покушаја да се пробију уз обруча, партизанске јединице и збег народа су 13. маја 1942. године били окружени на уском простору између врха Петровца и Магарчевца. Иако под тешким условима, оне су 14. маја успеле да се пробију.
Као при ранијим нападима, непријатељ је и овог пута пустошио и палио села, убијао или одводио у логоре становништво и вршио друга насиља. Нарочито велика страдања поднело је становништво за време непријатељске офанзиве кодног имена Пантер у децембру 1943. године.

## Ослобођење
Народ Петрове горе и околних села помагао је за време рата Народноослободилачку војску и попуњавао кордунашке партизанске јединице. Петрова гора је коначно ослобођена за време Карловачке операције у априлу 1945. године.

## Истакнуте личности НОП-а и народни хероји са Петрове горе
| - Павле Јакшић - Милош Кљајић - Гојко Николиш - Мирко Поштић - Милош Шумоња |